# Harpendyreus berger
Harpendyreus berger is een vlinder uit de familie van de Lycaenidae. De wetenschappelijke naam van de soort is voor het eerst gepubliceerd in 1976 door Henri Stempffer.
De soort komt voor in het Ulugurugebergte in Tanzania tussen 2300 en 2500 meter hoogte.